# Кристина Вильгельмина Гессен-Гомбургская
Кристина Вильгельмина Гессен-Гомбургская (нем. Christine Wilhelmine von Hessen-Homburg; 30 июня 1653, Бингенхайм — 16 мая 1722, Грабов) — принцесса Гессен-Гомбургская, в замужестве принцесса Мекленбургская. По отцовской линии приходится бабушкой Анне Леопольдовне.
Кристина Вильгельмина — старшая дочь ландграфа Вильгельма Кристофа Гессен-Гомбургского и его первой жены Софии Элеоноры Гессен-Дармштадтской, дочери ландграфа Георга II. 28 мая 1671 года Кристина Вильгельмина вышла замуж за мекленбургского принца Фридриха Грабовского, сына герцога Адольфа Фридриха и Марии Екатерины Брауншвейг-Данненбергской. Супруги проживали в Грабове.

## Потомки
В браке с Фридрихом Мекленбургским родились:
- Фридрих Вильгельм (I) (1675—1713), герцог Мекленбурга, женат на Софии Шарлотте Гессен-Кассельской
- Карл Леопольд (1678—1747), герцог Мекленбург-Шверина, супруг Екатерины Иоанновны и отец Анны Леопольдовны
- Кристиан Людвиг II (1683—1756), герцог Мекленбург-Шверина, женат на Густаве Каролине Мекленбург-Стрелицкой
- София Луиза (1685—1735), замужем за королём Пруссии Фридрихом I